# Rohrklasse
Rohrklassen beschreiben einen definierten Anwendungsbereich. Dies betrifft die Druck-/Temperatur-Anwendungsgrenzen, die Aufstellung der verwendeten Nennweiten und das Material. Sie beinhalten eine festgelegte Auswahl an genormten Rohrbauteilen wie Rohre, Fittings, Flansche, Armaturen, Schrauben (ggf. gesondert Muttern und Scheiben) und Dichtungen.

## Bedeutung
Für die Planung von industriellen Anlagen gibt es eine Reihe von Schlüsseldokumenten. Dies wird zusammengefasst als Vorplanung (Basic Engineering). Hierzu gehört auch die Festlegung von Rohrklassen. Es gibt eine große Vielfalt an Rohrleitungskomponenten. Die Rohrklasse schränkt die Auswahlmöglichkeiten ein und ist so eine verbindliche Vorgabe für die Detailplanung (Detail Engineering). Neben den technischen Anforderungen hinsichtlich des Mediums und der Betriebsbedingungen spielen auch Kosten eine erhebliche Rolle.
Als Schlüsseldokument müssen die Rohrklassen vom Kunden genehmigt worden sein. In vielen Fällen ist auch eine Prüfung durch die benannten Stellen im Rahmen der Konformitätsbewertung nach der Druckgeräterichtlinie 2014/68/EU erforderlich.
In den meisten Fällen wird ein Kennzeichnungssystem festgelegt, welches in allen Planungsdokumenten verwendet wird.
BeispielKW PN16 könnte bedeuten: Nenndruck: 16 bar, Material: S235JR oder gleichwertig, Materialprüfbescheinigung vom Hersteller: nicht erforderlich,  Verbindungen: geschraubt. (Die Angaben: Medium: Kaltwasser, Anstrich: Zweikomponentenfarbe blau, Isolierung: keine, gehören nicht in eine Rohrklassenbezeichnung (Codierung), da dieselbe Rohrklasse mit unterschiedlichem Anstrich und ggf. Isolierung für verschiedene Medien benutzt werden könnte).
Rohrleitungen sind in chemischen Anlagen die Förderstrecken für die Einsatzstoffe (Edukte), für Produkte, Hilfsstoffe (z. B. Instrumenten (-press) luft), Energie -Zuführungen (z. B. Heizdampf) und -Abführungen (z. B. Kühlwasser). Diese Stoffe bzw. Stoffgemische existieren unter bestimmten physikalischen Bedingungen (Druck, Temperatur, Aggregatzustand), haben bestimmte chemische Eigenschaften (harmlos, korrosiv, explosionsgefährlich, giftig, u. a. m.) und Zusammensetzung, sind teilweise verschmutzt (z. B. Festkörper in Flüssigkeiten), unterliegen unter Umständen hohen Reinheitsanforderungen, und anderen technischen Randbedingungen. Alle diese Aspekte werden zusammengefasst und zu einem Medium (auch Fluid) definiert. Die Bezeichnung erfolgt in der Regel nach Normen bzw. Regeln der Anlagenbetreiber. Es gibt also meistens eine große Zahl von Medienbezeichnungen in einer Anlage.
Aus den Eigenschaften des Mediums ergeben sich Anforderungen an die Materialien und Bauformen der Komponenten einer Rohrleitung, sei es, dass der Werkstoff der Rohre, Bögen, T-Stücke, Armaturen, u. a. m. den gegebenen Belastungen aus Druck, Temperatur und korrosiver Beanspruchung genügen muss, dass Dichtigkeitsforderungen bei z. B. giftigen Stoffen hohe Anforderungen an das Material der Dichtungen und der Bauform von Flanschen und Ventilen stellen, oder Schmutzstoffe bestimmte Ventilbauformen verlangen. Auch die Schraubenformen und das Schraubenmaterial wird definiert.
Für die Planung der Rohrleitungen werden deshalb von Spezialisten alle eventuell vorkommenden Standardteile anforderungsgemäß definiert und zu einer Rohrklasse zusammengestellt. Somit ist sichergestellt, dass jedes Teil den Belastungen durch das Medium standhält. Jedes (Bestand-)Teil einer Rohrklasse hat i. d. R. eine eindeutige Teilenummer, die später an vielen Stellen benutzt wird, um das Teil als Typ eindeutig zu kennzeichnen. Eine Rohrklasse hat eine eindeutige Bezeichnung, in der meistens Material, Druckstufe und ggf. andere Kriterien kodiert sind. Diese Rohrklasse ist im RI-Fließbild (Rohrleitungs- und Instrumentierungs Diagramm) Bestandteil der Rohrleitungsbezeichnung. Der Rohrleitungkonstrukteur darf bei der Planung der Leitung nur Teile aus der angegebenen Rohrklasse verwenden. Bei modernen datenbankgestützten 3D-Konstruktionssystemen kann dieses sehr genau gesteuert und auch geprüft werden.
Ein weiteres Kriterium für die Zusammenstellung einer Rohrklasse kann die Lagerbevorratung des Betreibers sein. Große Betreiber haben meistens ein umfassendes Lager und Werksnormen, die die Bezeichnung der Teile vorgeben.
Es gibt auch Fälle, in denen eine Rohrklasse nur die Rohrteile beschreibt, das sind (gerades) Rohr, Fittings (Bögen, T-Stücke, Reduzierungen), Flansche, Dichtungen, Schrauben usw. Zusätzlich wird dann eine Armaturenklasse definiert, die die besonderen Ansprüche des Mediums berücksichtigt.
Bei gefährlichen Medien oder höherer Beanspruchung (Druck, Temperatur) kann die Rohrklasse prüf- und genehmigungspflichtig sein.
Da die allgemeine Regel gilt, dass mit den besseren Materialien auch die Kosten erheblich ansteigen, wird immer eine Überspezifizierung vermieden, um eine Chemieanlage kostengünstig erstellen und erhalten zu können.
Die Rohrklasse legt den Anwendungsbereich in Bezug auf Druck und Temperatur und deren gegenseitige Abhängigkeit (das sogenannte p,T-rating) fest. Dabei wird angegeben, bis zu welchem maximal zulässigen Druck (PS) die Bauteile der Rohrklasse bei einer maximal zulässigen Temperatur (TS) sicher betrieben werden können.
Dieser Anwendungsbereich einer Rohrklasse ergibt sich aus der Belastbarkeit des schwächsten Gliedes der Rohrklasse. Im Regelfall sind dies Flanschverbindungen mit Dichtung im oberen Nennweitenbereich oder der Anwendungsbereich der Ausrüstungsteile der Rohrklassen.
Alle nicht über die PN-Stufe definierten Rohrleitungsteile wie z. B. Bögen, T-Stücke, Kappen sind so bemessen, dass sie bei der zulässigen maximalen Temperatur (TS) unter Beachtung der in den Regelwerken oder in den zutreffenden Normen vorgegebenen Sicherheiten, Schweißnahtfaktoren, Herstellungstoleranzen und Korrosionszuschläge einem maximalen zulässigen Druck (PS) nach p,T-rating Tabelle sicher standhalten.
Rohrklassen sind vor allem im Bereich der Chemieanlagen wegen der großen Anzahl unterschiedlicher Medien verbreitet. Im Kraftwerksbau hat man ein etwas anderes Verständnis von Rohrklassen, und bei anderen Planungen von Rohrleitungen (Haustechnik, Lebensmitteltechnik, Schiffbau) kennt man die strenge Verwendung von Rohrklassen u. U. gar nicht.

## Standard-Rohrklassen
Die Industrie entwickelt sogenannte Standardrohrklassen, in der folgende Rohrbauteile festgelegt werden:
- Rohre
- Rohrformstücke
- Abzweige
- Flansche Typ 05 und Typ 11 nach EN 1092-1
- Schrauben, Bolzen und Muttern
- Dichtungen

Nachstehende Standardrohrklassen sind als PAS (Publicly Available Specification) herausgegeben worden:
- PAS 1057-1 Rohrklassen für verfahrenstechnische Anlagen – Teil 1: Grundlagen für das Erstellen von Rohrklassen basierend auf EN 13480
- PAS 1057-5 Rohrklassen für verfahrenstechnische Anlagen – Teil 5: Sonderbauformen - Stutzen
- PAS 1057-6 Rohrklassen für verfahrenstechnische Anlagen – Teil 6: Sonderbauformen - Flansche für maschinelle Schweißverfahren
- PAS 1057-10 Rohrklassen für verfahrenstechnische Anlagen – Teil 10: Technische Lieferbedingungen für Rohrbauteile aus unlegierten und legierten Stählen mit festgelegten Eigenschaften bei erhöhten Temperaturen; Gruppe 1.1 (CR ISO 15608)
- PAS 1057-11 Rohrklassen für verfahrenstechnische Anlagen – Teil 11: Technische Lieferbedingungen für Rohrbauteile aus austenitischen nichtrostenden Stählen der Gruppe 8.1 (CR ISO 15608)
- PAS 1057-12 Rohrklassen für verfahrenstechnische Anlagen – Teil 12: Technische Lieferbedingungen für Rohrbauteile aus unlegierten und legierten Stählen mit festgelegten Eigenschaften bei erhöhten Temperaturen; Gruppe 1.2 und 5.1 (CR ISO 15608)
- PAS 1057-100 Rohrklassen für verfahrenstechnische Anlagen – Teil 100: Standardrohrklassen PN 10 bis PN 100, Werkstoff P235GH(CA), Gruppe 1.1 (CR ISO 15608)
- PAS 1057-102 Rohrklassen für verfahrenstechnische Anlagen – Teil 102: Standardrohrklassen PN 25 bis PN 100, Werkstoff 16Mo3(CC), Gruppe 1.2 (CR ISO 15608)
- PAS 1057-103 Rohrklassen für verfahrenstechnische Anlagen – Teil 103: Standardrohrklassen PN 25 bis PN 100, Werkstoff 13CrMo4-5(CD), Gruppe 5.1 (CR ISO 15608)
- PAS 1057-122 Rohrklassen für verfahrenstechnische Anlagen – Teil 122: Standardrohrklassen PN 10 bis PN 100, Werkstoff 1.4541(HC), Gruppe 8.1 (CR ISO 15608)

Basis dieser Standardrohrklasse ist die harmonisierte Normenreihe EN 13480 „Industrielle Rohrleitungen“. Damit erfüllen diese Standardrohrklassen die Anforderungen des Anhang I der Druckgeräterichtlinie 97/23/EG.
Die PAS 1057-1, -5, -6, -10, -11, -12, -100, -102, -103, -122:2008-08 wurden zurückgezogen und durch die Normen DIN 21057-1:2016-12, DIN 21057-5:2016-12, DIN 21057-6:2016-12, DIN 21057-10:2017-04, DIN 21057-11:2017-04 und DIN 21057-12:2017-04 ersetzt.